# 0 de gener
El 0 de gener fa referència a un dia fictici anterior a l'1 de gener i posterior al 31 de desembre. L'objectiu és mantenir la data de l'any per a la qual va ser publicada una efemèride, evitant així qualsevol referència a l'any anterior, fins i tot havent acceptat que es tracta de la mateixa data que el 31 de desembre de l'any anterior. Es pot considerar dia 0 de gener el dia 31 de desembre de les 12.00 h a les 24.00 h.
La Unió Astronòmica Internacional, en la reunió de Dublín a 1955, va adoptar un calendari julià especial, que s'iniciava al migdia del 0 de gener de 1900.
Encara que sembli confús, ja que resulta evident que no existeix el 0 de gener al calendari usual, el propòsit de la seva creació va ser únicament astronòmic.